# William Roache
William Roache, né William Patrick Harry Roache le 25 avril 1932 à Basford (Nottinghamshire), est un acteur britannico-américain.

## Biographie
Il est connu du grand public au Royaume-Uni pour jouer dans le feuilleton télévisé Coronation Street depuis 1960, ce qui représente un record du monde. 
Le 1er mai 2013, il est interpellé par la police britannique pour viol et attentat à la pudeur sur des jeunes filles dans les années 1960,. Il est acquitté par un tribunal de Preston le 6 février 2014.

## Filmographie
- 1958  –  Behind the Mask  –  non crédité
- 1960–présent  –  Coronation Street  –  Ken Barlow (en)
- 1960  –  The Bulldog Breed  –  Opérateur du Centre spatial
- 1960  –  Knight Errant Limited  –  David  –  Épisode : Eve and the Serpent
- 2005  –  Comic Relief: Red Nose Night Live 2005  –  Harry
- 2012  –  Ken and Deirdre's Bedtime Stories   –  Ken Barlow